# Michelada

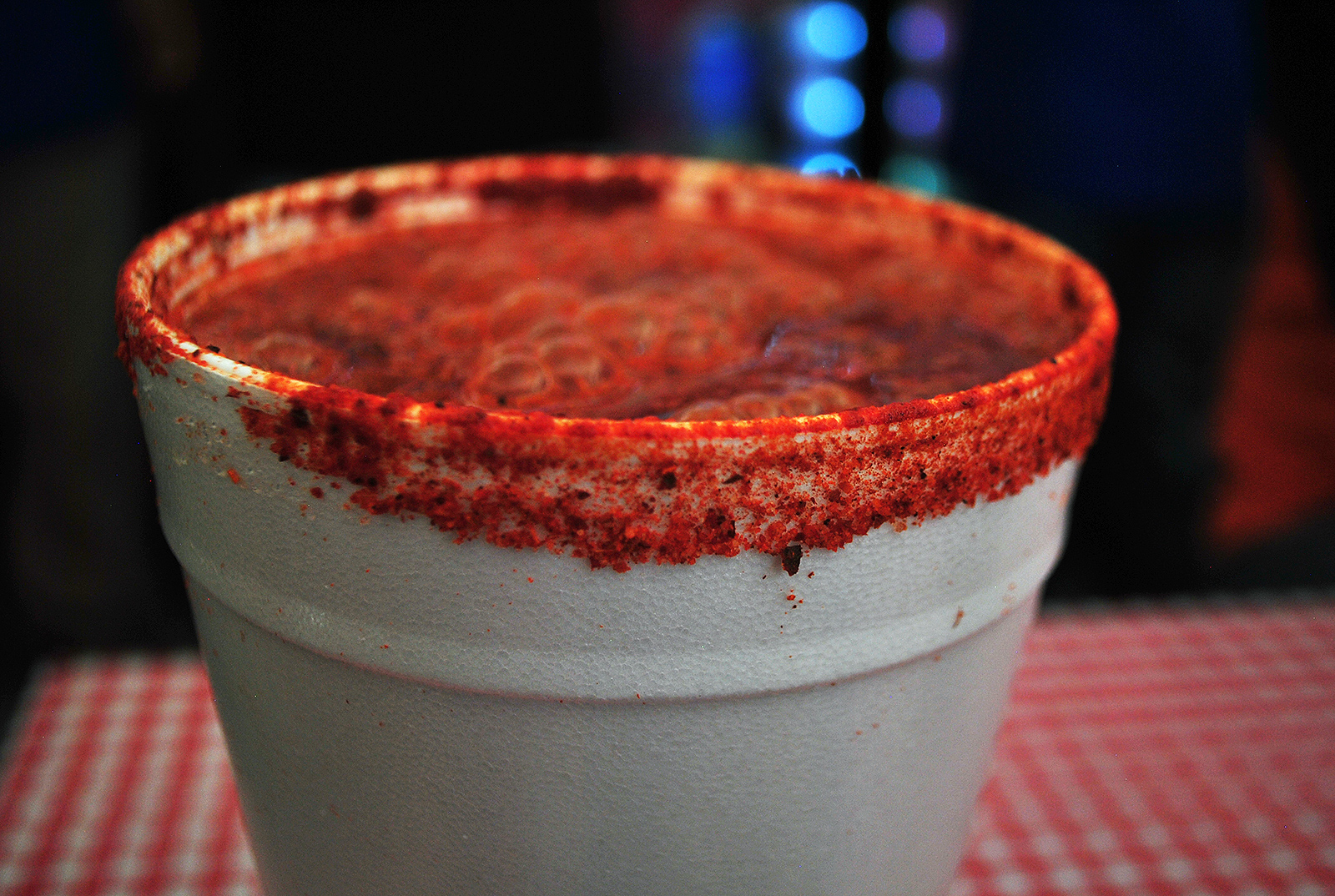
Michelada

La Michelada o cerveza preparada è una bevanda alcolica messicana, fatta con birra, succo di lime a spezie, salse, peperoncino, succo di pomodoro o Clamato. È solitamente servita in un bicchiere salato sull'orlo. 
Tra Messico e Sud America si trovano molte varietà del cocktail. Recentemente molte case produttrici di birra americane hanno messo in vendita la Michelada già pronta in bottiglia.
In Messico la bevanda è considerata utile come rimedio al malessere da sbornia. A Città del Messico la più famosa Michelada è preparata con birra, lime, sale e salsa piccante.